# 中国人民解放军陆军合成第一四五旅
合成第一四五旅（英語：145th Combined Arms Brigade），又称“一等战功团”，是中国人民解放军陆军第七十三集团军下辖的一个中型合成旅，驻地廣東省汕頭市。

## 历史概述
该旅最由前陆军第四十一集团军摩托化步兵第一六三师下属战斗力最强的第四八八团（一等战功团）和装甲团合并组建而成，是一支军改后新成立的一支部队。原一六三师则改编为轻型合成第一六三旅。

## 沿革
参考资料：
| 部隊番號                     | 使用時期               |
| 一六三师四八八团             | 一六三师四八八团       |
| ---------------------------- | ---------------------- |
| 冀察热辽军区独立第三师第八团 | 1930年7月4日-1937年8月 |
| 东北人民解放军第九十八团     | 1937年8月-1947年5月    |
| 中国人民解放军第四三一团     | 1948年11月-1960年1月   |
| 步兵第四三一团               | 1960年1月-1970年1月    |
| 步兵第四八八团               | 1970年1月-1985年9月    |
| 摩托化步兵第四八八团         | 1985年9月-2017年2月    |
| 两栖机械化步兵第一師第二团   | 1998年10月-2017年2月   |
| 一六三师装甲团               |                        |
| 摩托化步兵第一六三师装甲团   | 1998年11月-2017年2月   |
| 独立成旅                     |                        |
| 合成第一四五旅               | 2017年2月至今          |

## 荣誉
- 一等战功团：前摩托化步兵第一六三师第四八八团，现为本旅主体，称号由本旅继承
- 能攻善守英雄营：前四四八团一营，现为本旅合成一营

## 趣闻
2020年6月，在接受中央电视台《军武零距离》节目采访时，时任一四五旅旅长杨勇大校曾提到：“我们旅刚组建的的时候，我们的装甲干部是极度的缺乏。我们营连主官懂装甲的不到百分之七。经过三年的强化训练，可以说我们的装甲水平得到了很大的进步。”2021年新年开训比武时，杨勇大校所在车组首个出场参加，其本人也再次接受采访，表示“我是老步兵”，对装甲战术“刚开始也不懂”。侧面印证了该旅组建之前的绝大多数人员均为摩托化步兵。